# Canet de Mar
|  | Aquest article tracta sobre el municipi del Maresme. Vegeu-ne altres significats a «Canet de Rosselló». |

Canet de Mar és un municipi de la costa del Maresme que es troba a uns 40 km al nord-est de Barcelona ciutat, a la província homònima, i a 15 km de la capital comarcal, Mataró.
De gran tradició tèxtil, marinera i turística, és també un important centre cultural per les seves esglésies de Sant Pere (segle xvi), de la Mare de Déu de la Misericòrdia (d'estil neogòtic), i les seves cases modernistes de Lluís Domènech i Montaner, entre d'altres. En els últims anys, la població ha augmentat considerablement, en part a causa d'un increment del turisme moderat, però sobretot arran de l'arribada de gent de Barcelona i voltants, que troba a Canet un lloc ideal per viure fora de la gran ciutat, però prou a prop de la feina. Altres activitats econòmiques d'importància a la localitat són la indústria tèxtil, la floricultura i el cultiu de maduixes (maduixots), en franca recessió durant els darrers anys. El seu nom, Canet (del llatí cannetum) significa lloc de canyes. El seu origen se cita com la Vall de Canet i Romaguera.
|                | Sant Iscle de Vallalta | Sant Cebrià de Vallalta |
| Arenys de Munt |                        | Sant Pol de Mar         |
| Arenys de Mar  |                        | Mar Mediterrani         |

## Història

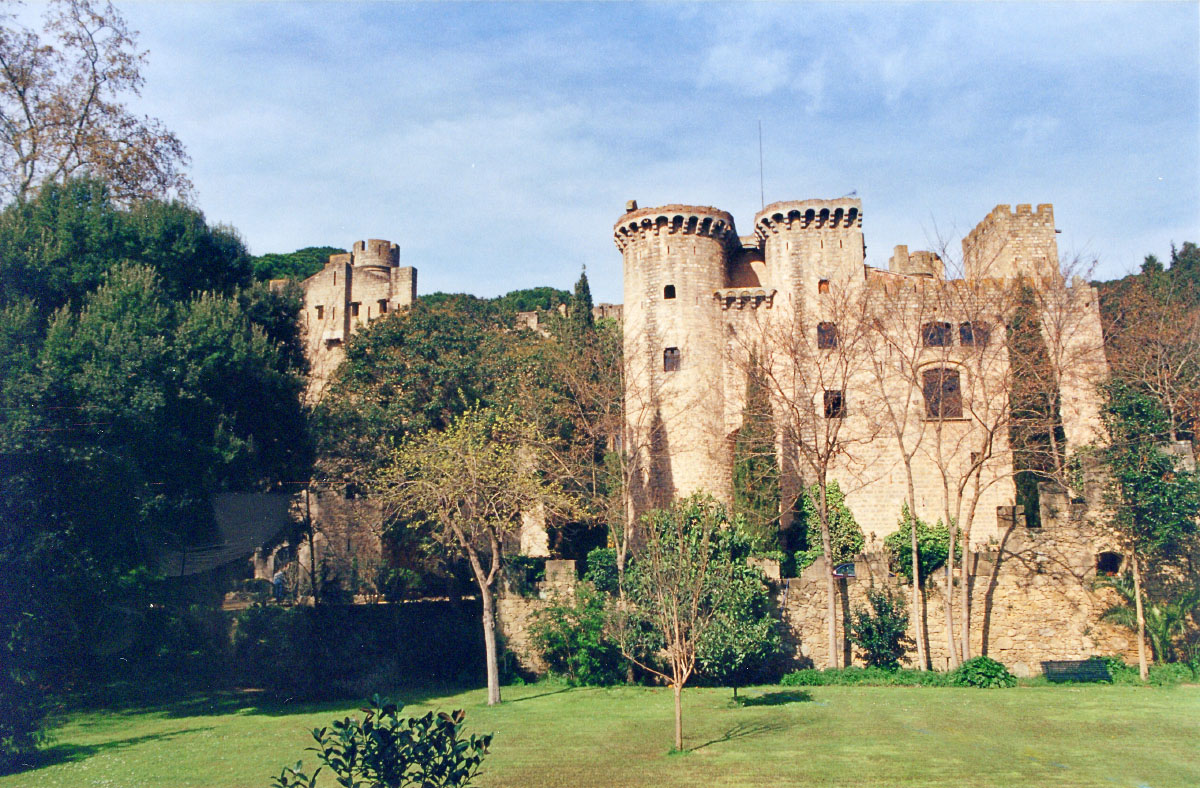
Castell de Santa Florentina

Canet va néixer el segle xi com a petit poblat, citat com la Vall de Canet i Romaguera.
El 1579 es va segregar de Sant Iscle de Vallalta, població de la comarca del Maresme més cap a l'interior. A part del bon clima, l'extensa zona de platja i cales, de més de dos quilòmetres i mig, i els boscos frondosos que envolten el municipi, en fan un lloc atractiu per viure-hi.
A Canet s'hi pot arribar per la carretera nacional II o bé per l'autopista C-32. Amb una població de més de 14.000 habitants, Canet de Mar ofereix tant als Canetencs com als visitants, un municipi obert a tothom, de cara al mar i envoltat de muntanyes i flora, on destaquen el turó de Pedracastell des d'on es pot veure la zona costanera, el Montnegre-Corredor, que forma part de la Serralada Litoral,el Montseny que protegeix tota la comarca i crea un microclima excepcional, del qual és un clar exemple la vall de Canet.
Com en altres poblacions costaneres, el sector marítim va tenir una gran importància fins que la navegació i les grans construccions veleres deixaren de ser rendibles; llavors l'activitat agrícola va créixer per tota la vila i s'inicià un fort procés industrial, essencialment tèxtil. Des del segle xi, Canet s'ha reconegut com a nucli destacat culturalment, artística i social.
És la població on, en menys espai, hi ha més patrimoni modernista.
A Canet hi va viure i treballar l'arquitecte, professor, dibuixant, polític i humanista Lluís Domènech i Montaner. Aquí hi va gestar obres tan importants com el Palau de la Música Catalana i l'Hospital de Sant Pau i de la Santa Creu, ambdues a Barcelona.
A Canet trobareu l'Ateneu Canetenc, avui biblioteca, la Casa Roura, convertida avui en restaurant, la Casa museu Domènech i Montaner, on va viure i treballar l'arquitecte, i molts d'altres edificis i cases d'aquest estil arquitectònic de finals del segle xix i principi del segle xx.
El modernisme també deixà empremta gràcies a Lluís Domènech i Montaner (1849-1923) amb la Casa Roura, la Casa Museu Lluís Domènech i Montaner, l'Ateneu Canetenc i la reforma del Castell de Santa Florentina, antiga masia fortificada restaurada en el segle xix.

### Els inicis de la vall de Canet
Tenim assentaments íbers als afores i a dintre del nucli primitiu de Canet. Posteriorment, la romanització de les terres més properes al mar va portar a la construcció de les villae romanes, com la vil·la de can Bigues, on avui s'aixeca l'actual església parroquial.
Després de la caiguda de l'Imperi Romà, els habitants de Canet es refugiaren a l'interior del territori per culpa dels pobles bàrbars.
A finals del segle xi, la presència humana creà a la vall de Canet a través de dues construccions: l'esglesiola romànica de Sant Feliu de Canet i la casa forta o domus de Canet, al veral de l'Aubó, sota la jurisdicció del Castell de Montpalau.
La població comença a baixar de les muntanyes del Montnegre i s'estableix un petit nucli d'habitants pels voltants del sot de l'Aubó. Del segle xiii hi ha documentada l'existència de l'església de Sant Pere de Romaguera.

### L'edat mitjana

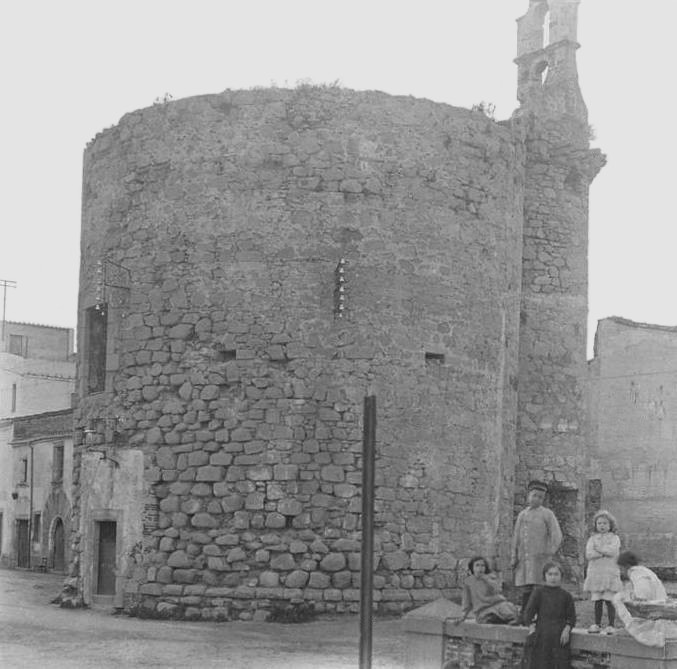
Torre de vigilància de Canet el 1913

A l'edat mitjana, Canet, que encara que depenia de la parròquia de Sant Iscle de Vallalta, mirava cap al mar i cap a la navegació. L'augment de població i el bon ritme de les activitats econòmiques va desenvolupar una nova era per a aquest nucli.
El 1462 es consagra una nova parròquia sota l'advocació de Sant Pere i Sant Pau, on actualment hi ha el Santuari de la Mare de Déu de la Misericòrdia.
L'any 1579 es va construir l'actual temple parroquial, mentre es bastien bastants torres de guaita a la vila per pal·liar el perill dels atacs de la pirateria turca. Finalment, l'any 1599, Gastó de Montcada, vescomte de Cabrera, com a senyor jurisdiccional, dotà als parroquians de Canet d'una organització municipal pròpia, un consell de govern propi.

### Comerciants a les Amèriques
Als segles xvii i xviii destaca l'activitat del comerç marítim. L'interès econòmic se centrava en la navegació a les Amèriques, sobretot, arran de la promulgació de les Cèdules de Carles III d'Espanya que donaven llibertat de comerç amb Amèrica, derogant el monopoli dels ports de Sevilla i Cadis.
Abans de l'arribada de les Cèdules, alguns canetencs ja havien instal·lat cases de contractació en aquestes ciutats, com els Clausell, els Xiqués, els Misser i d'altres, fent cas omís de les prohibicions. Després de la llibertat de comerç amb Amèrica es van fundar noves companyies comercials de famílies canetenques com la dels Llauger i Roura, el 1797.
A Canet es conreava vinya, per produir el vi i l'aiguardent que s'embarcava en els grans vaixells i la principal ocupació era el comerç marítim, hi havia dues drassanes (la del Cavaió, situada entre Canet i Arenys, i la del Sant Crist, al límit amb Sant Pol) i, curiosament, el drap de les veles va donar origen a una de les primeres indústries tèxtils.

### El llegat dels Americanos/Indians
A inicis del segle xix molts canetencs van emigrar a les colònies espanyoles de Cuba, Puerto Rico, Uruguai i Veneçuela. Se'n van anar per progressar econòmicament i millorar el seu estil de vida. Els que tornaven a la vila amb les seves fortunes eren coneguts com els americanos o Indians. Lluïen el seu poder econòmic, la influència i una excel·lent forma d'ostentació era el patrimoni. Així es construïen a Canet moltes masies i cases luxoses per als americanos i les seves respectives famílies.
Molts d'aquests antics canetencs van ser propietaris de negocis d'ultramar. Així, per exemple, Josep Baró va establir la primera línia marítima entre Cuba i Espanya. Els Castanyer van destacar en el camp polític. La nissaga dels Busquets va començar fent pa i es va convertir en el màxim accionista de l'Standard Oil i els hisendats Josep Mora, Joan Baptistapau i Carles Pascual hi van tenir grans plantacions de cafè i sucre.
A partir dels anys 60 del segle xix els americanos van tornar al seu lloc de naixement, van acabar transformant totalment Canet. El centre històric es va poblar de grans mansions senyorials i es van començar a aixecar les noves fàbriques de vapor de la indústria tèxtil.
En aquells moments es va construir el nou Santuari de la Misericòrdia, entre 1853 i 1857, obra de Francesc Daniel Molina, d'estil neogòtic, on trobem la Mare de Déu de la Misericòrdia, l'actual Patrona de la comarca del Maresme.

### El tèxtil
Als finals del XIX i al principi del XX, el pes de la manufactura de puntes tradicional i l'arribada dels americanos adinerats va fomentar i ajudar a la vila el desenvolupament de la indústria tèxtil, primer basada en teixits de cotó d'indianes amb destinació als mercats d'ultramar, que més tard s'especialitzà en el gènere de punt.
Als anys 1880 i 1890 es van fundar les fàbriques tèxtils Jover, Serra i Cia, la Sussagna i Ferrer, després Carbonell Sussagna, la Floris Reynés -El Corral-, El Vapor Vell i d'altres de menor importància. A Canet, els dos més significatius han estat, per volum, Can Romagosa i Can Jover, sense menystenir el paper innovador i singular que poden tenir indústries com Can Lloveras.
La producció del gènere de punt va esdevenir l'ocupació principal de la vila, fins al punt que el 1922 la Mancomunitat de Catalunya va establir a Canet la primera Escola de Directors d'Indústries de Teixits.
A Canet encara resten dempeus edificis de la històrica indústria, que conformen una part del patrimoni industrial de la nostra vila. Algunes són autèntiques joies arquitectòniques com la fàbrica Isidre Jover i la nau Floris i Busquets, de Pere Domènech i Roura, i la fàbrica Carbonell i Sussagna de Josep Puig i Cadafalch, entre d'altres també importants i belles.

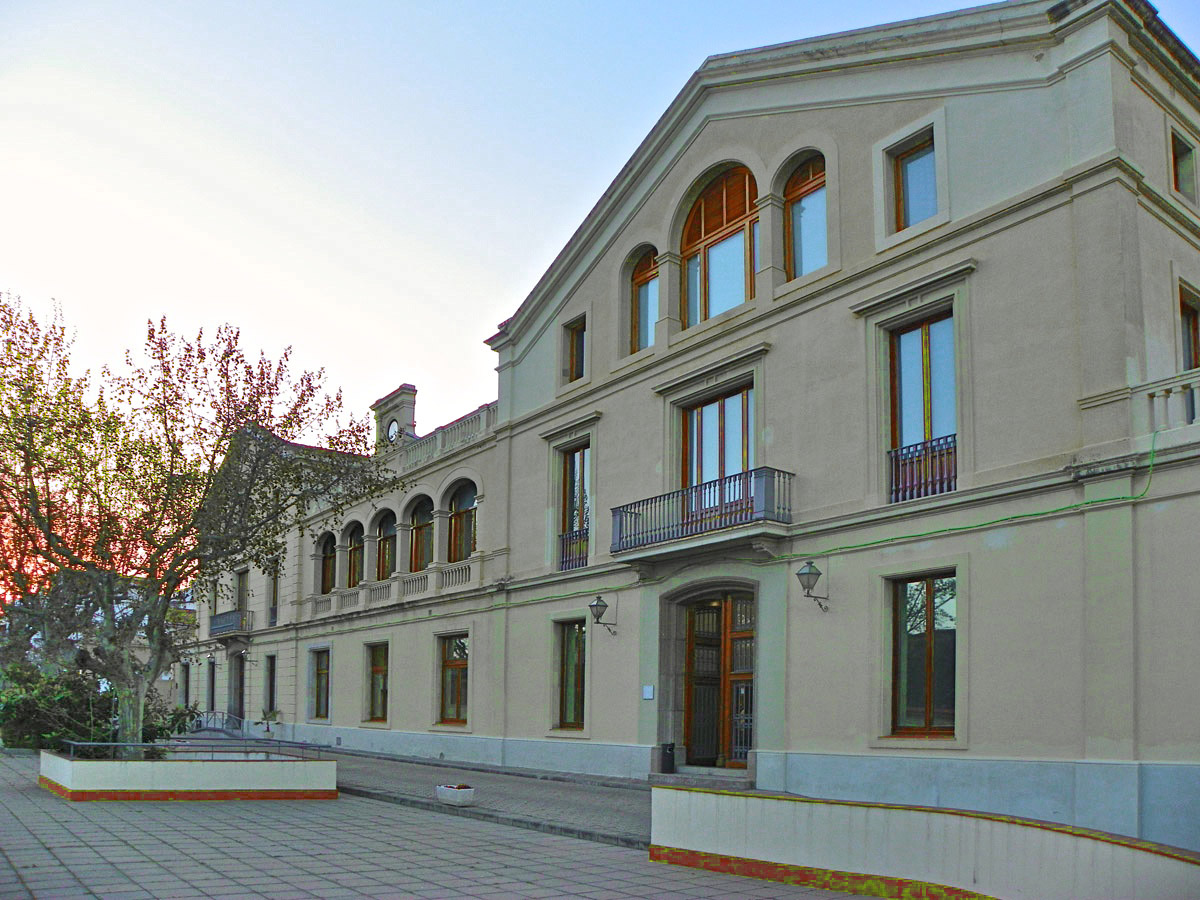
Escola de Teixits de Punt

### El Modernisme i Lluís Domènech i Montaner
A finals del segle xix també s'inicia l'època del Modernisme, on va destacar la presència de Lluís Domènech i Montaner. D'aquest arquitecte en podem veure edificis com l'Ateneu Canetenc, la Casa Roura i la Casa museu Domènech i Montaner (on va viure i treballar).
També podem veure obres de Josep Puig i Cadafalch com el restaurant del Santuari de la Misericòrdia i els jardins que l'envolten, i d'Eduard Ferrés i Puig, com la casa Vil·la Flora o l'edifici de l'antic escorxador. Pere Domènech i Roura, fill de Domènech i Montaner, també va fer obres d'estil modernista a Canet, com ara la Casa Floris del carrer Ample. També destaquen alguns edificis d'estil Noucentista.

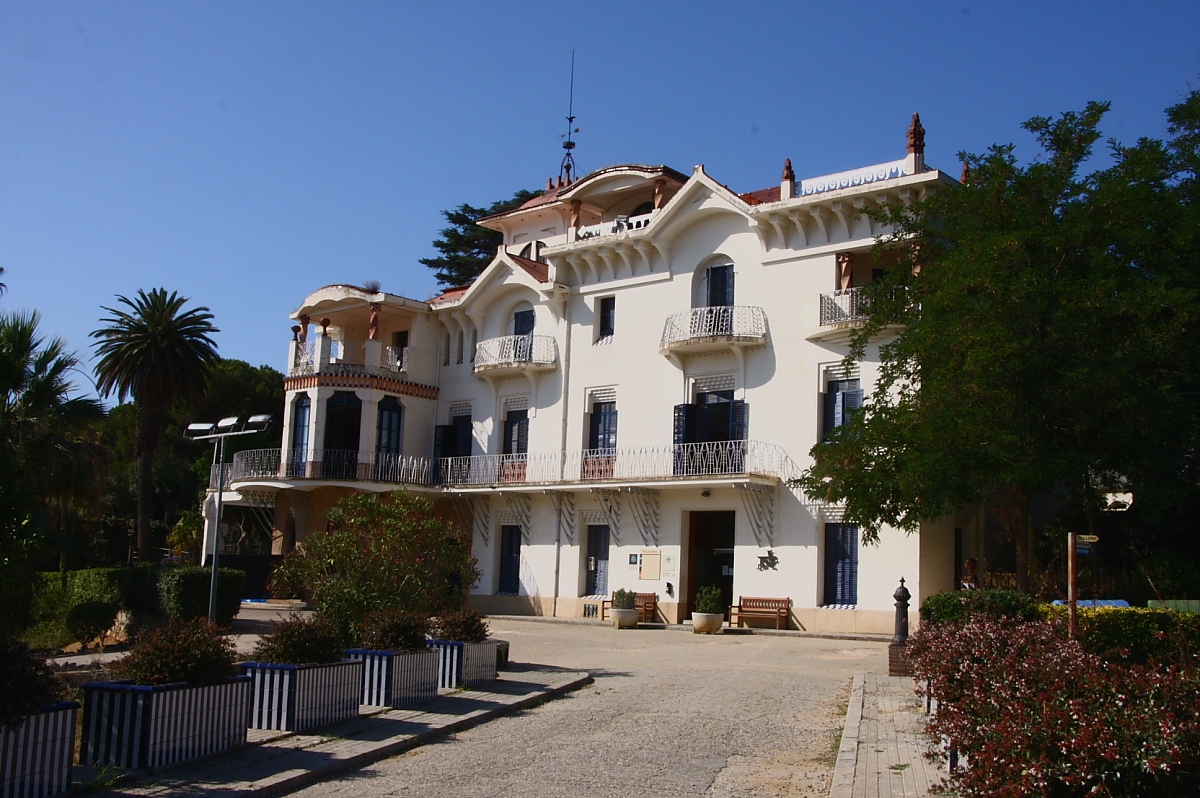
Vil·la Flora

Dels anys vint, es conserven dues obres de Rafael Masó, un dels principals representants d'aquest estil: la Cooperativa Canetenca (actual Odèon) i de la Casa Renau. L'Odèon, es troba en un procés complex de restauració.
Com edifici de serveis destaca el Mercat Municipal, projectat per Pere Domènech i Roura el 1932.

### La Creu de Pedracastell
Des del turó de Pedracastell podem veure la vall de Canet fins a Montjuïc al Montnegre- Corredor, la Serralada de Marina i El Montseny, entre 'd'altres.
Es tracta d'un espai privilegiat pels miradors naturals i les vistes panoràmiques que ofereix de la comarca i de la província a dreta i esquerra i la vall de Canet amb el mar Mediterrani al fons costejant les Maresmes.
Dalt del turó s'alça la Creu de Pedracastell, un monument de pedra que ha viscut la història local de primera mà.
- La primera

La primera Creu de Canet va ser construïda l'any 1901, quan el papa Lleó XIII va demanar als municipis que aixequessin creus commemorant l'entrada al nou segle. Si Canet té Creu, és pels terrenys que va cedir el Dr. Marià Serra i Font, que en fou el promotor i Lluís Domènech i Montaner, que en va ser l'arquitecte. La primera pedra es va posar l'1 de gener. El pergamí enterrat al fons de la Creu el feu el mestre cal·lígraf de Barcelona i fill d'Arenys de Mar, Francisco Flos i Calcat. El pergamí s'introduí dins d'una ampolla amb exemplars de diaris, entre ells La Costa de Llevant. La primera Creu va ser beneïda el maig de 1902. Anys més tard, el 1926, una forta ventada durant la nit de Sant Esteve, va fer caure el monument.
- La segona

La segona Creu fou una còpia de la primera. La va projectar Pere Domènech Roura basant-se en els plànols del seu pare, Lluís Domènech. Va ser beneïda el 30 d'octubre de 1927. Aquesta segona Creu també va caure. En aquest cas, però, fou al juliol de 1936, a l'inici de la Guerra Civil.
- La definitiva

Durant els anys 40 s'hi va col·locar una creu de fusta. Després, durant anys, es va anar fent una recaptació de fons. Finalment es va encarregar un nou projecte, en aquest cas a l'arquitecte Isidre Puig Boada. L'any 1954 es va beneir la nova Creu, d'estil gaudinià, que és la que encara perdura avui.
- L'Aplec Pedracastell

Els canetencs i també força gent de tota la comarca i de Barcelona, ens trobem cada 1 de maig a l'esplanada de la Creu per celebrar-hi l'Aplec Pedracastell.
Després de la Guerra Civil, la festivitat del Primer de maig es va prohibir. A Canet es va començar a celebrar la Festivitat de la Santa Creu, que va acabar coincidint amb el dia 1 i que ara encara se celebren plegades.
Els impulsors de la transformació de la festa de l'1 de maig en l'Aplec Pedracastell són el grup que es formà entorn de la revista local Pedracastell, que va aparèixer set anys després de la fi de la Guerra Civil.
Avui encara se segueix reservant l'1 de maig per pujar fins a l'esplanada de la Creu. Allà s'hi ballen sardanes i s'hi fa una missa davant el monument de pedra. S'aprofita per anar-hi en família o en grups d'amics i passar-hi el dia plegats.

### Les Sis Hores de Cançó
Així es coneixen els concerts que es van celebrar a Canet a la dècada del 1970. Lluís Llach, Maria del Mar Bonet, Quico Pi de la Serra, Pau Riba o Pere Tàpies, són alguns dels músics que varen desfilar per l'escenari del mític festival, un dels fets més importants al camp de la mobilització popular que es va produir durant els últims anys de la dictadura. Així, les concentracions, a més d'actes musicals, es van convertir en un lloc idoni per a repartir pamflets polítics informatius.
El grup musical, teatral i més tard televisiu La Trinca va organitzar el primer festival el 1974 i es van ocupar d'ell fins a l'última edició l'any 1978. L'any que més èxit va tenir fou el 1976, en el que unes 60.000 persones van acudir al festival.
Recentment, el 2002, Canet va celebrar una nova edició del festival amb la finalitat de recordar aquells anys i el que va suposar per a Catalunya.

## Demografia
| 1497 f | 1515 f | 1553 f | 1717  | 1787  | 1857  | 1877  | 1887  | 1900  | 1910  |
| ------ | ------ | ------ | ----- | ----- | ----- | ----- | ----- | ----- | ----- |
| -      | -      | 79     | 1.861 | 3.356 | 3.301 | 3.293 | 3.257 | 2.899 | 3.488 |

| 1920  | 1930  | 1940  | 1950  | 1960  | 1970  | 1981  | 1990  | 1992  | 1994  |
| ----- | ----- | ----- | ----- | ----- | ----- | ----- | ----- | ----- | ----- |
| 3.648 | 4.892 | 4.340 | 4.831 | 5.067 | 6.556 | 8.041 | 8.850 | 8.935 | 8.935 |

| 1996  | 1998  | 2000   | 2002   | 2004   | 2006   | 2008   | 2010   | 2012   | 2014   |
| ----- | ----- | ------ | ------ | ------ | ------ | ------ | ------ | ------ | ------ |
| 9.455 | 9.613 | 10.138 | 11.065 | 12.047 | 12.766 | 13.381 | 13.915 | 14.183 | 14.123 |

| 2016   | 2018   | 2020   | 2022   | 2024   | 2026 | 2028 | 2030 | 2032 | 2034 |
| ------ | ------ | ------ | ------ | ------ | ---- | ---- | ---- | ---- | ---- |
| 14.284 | 14.583 | 14.865 | 14.845 | 15.140 | -    | -    | -    | -    | -    |

## Geografia
- Llista de topònims de Canet de Mar (Orografia: muntanyes, serres, collades, indrets..; hidrografia: rius, fonts...; edificis: cases, masies, esglésies, etc).

### Localització[5]

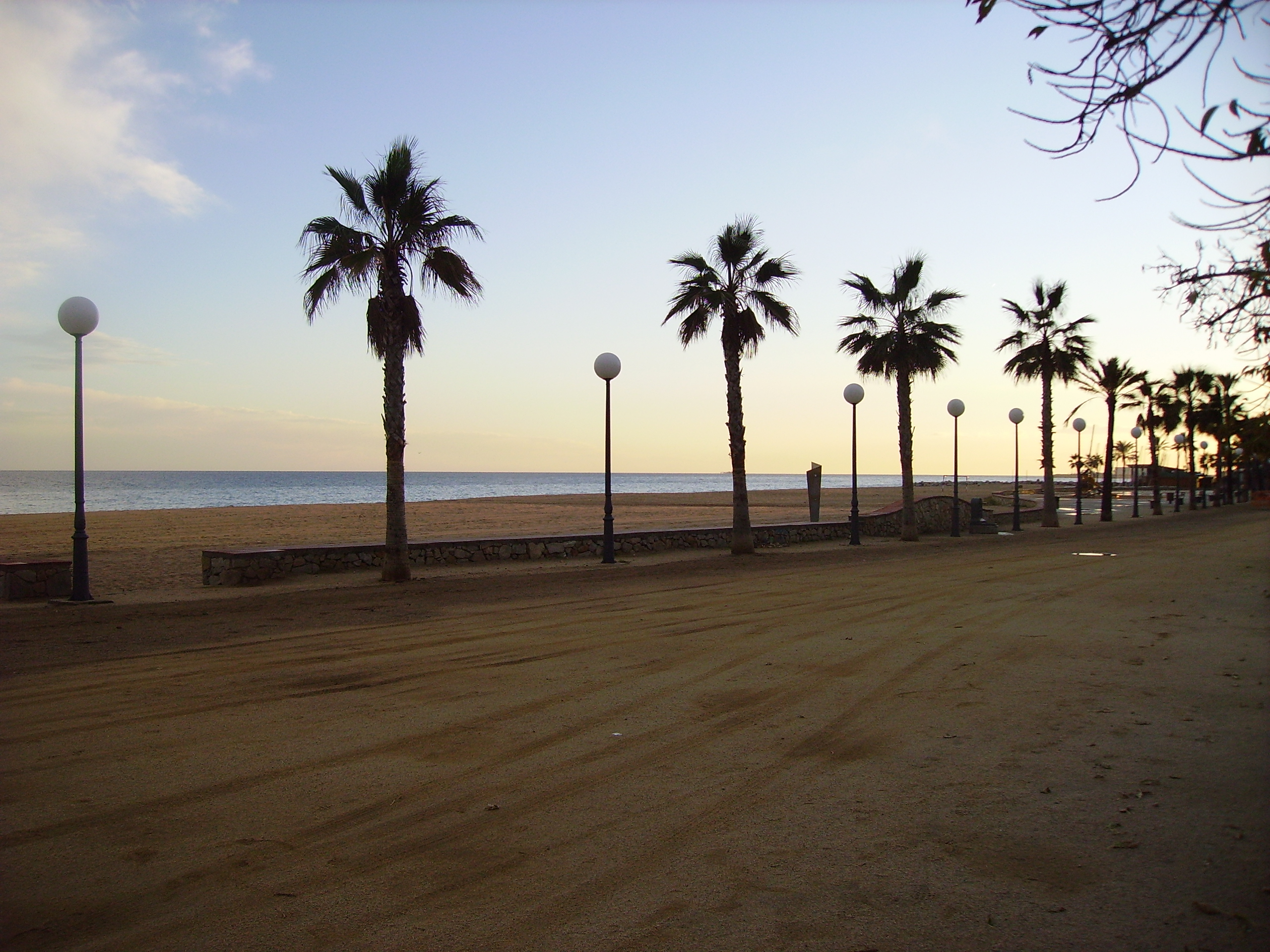
Passeig marítim

Canet limita amb Arenys de Mar al sud-oest, amb Arenys de Munt a l'oest, amb Sant Iscle de Vallalta al nord, amb Sant Cebrià de Vallalta al nord-est i amb Sant Pol de Mar a l'est, i està situat al vessant marítim del massís de Montnegre. La serra de Pedracastell separa el territori de la Vallalta, i alguns petits torrents solquen el territori. El municipi comprèn la vila de Canet, cap administratiu, barris d'estiueig, el castell de Santa Florentina, i el santuari de la Misericòrdia.

### Relleu

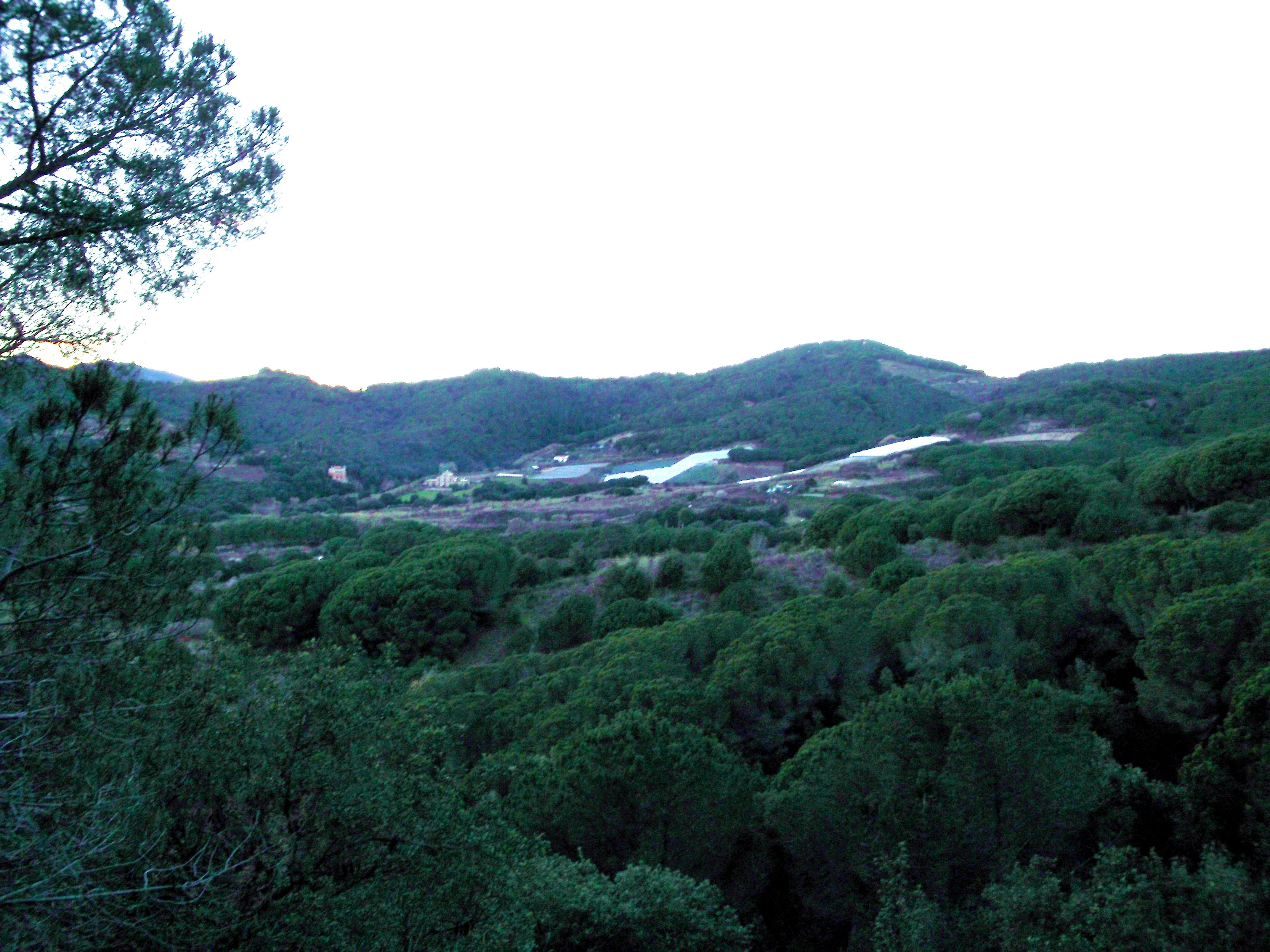
La Vall de Vallalta

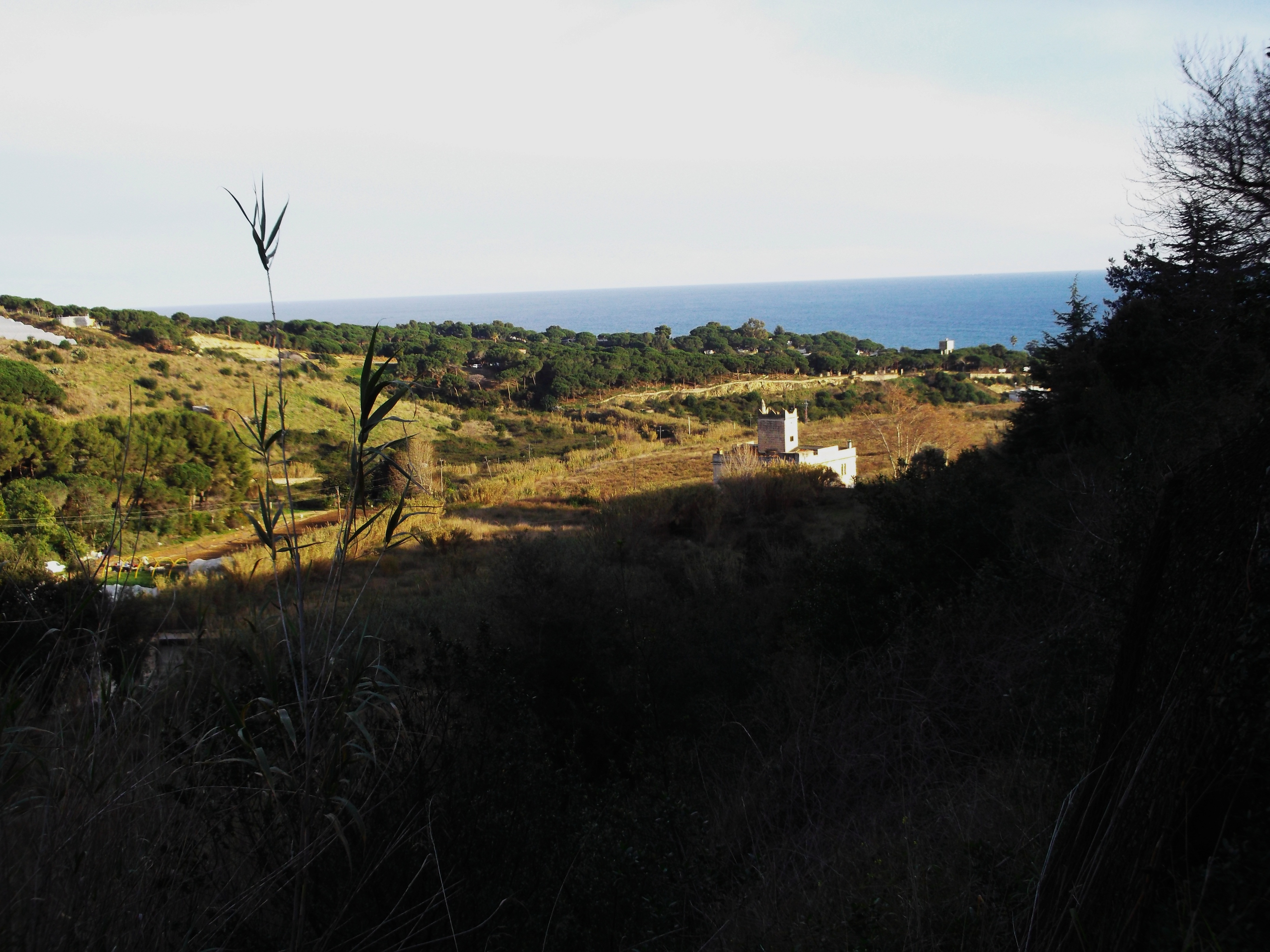
La Riera dels Oms i Can Segarres

Canet es troba en una serra que separa el Massís del Montnegre del mar, configurant la vall de la Vallalta. La serralada està formada per la Serra del Puig, la Serra dels Termes i el Cap de Bou, i la constitució és granítica. A part de tenir roques de grans magnituds als munts dels massissos, Canet compta des d'abruptes pendents i barrancs fins a crear-ne unes valls insòlites i belles per on van passant torrents i rials fins a arribar a les grans rieres, i amb la sorra erosionada per l'aigua es van anar creant les platges tan amples característiques de la localitat.
El turó de Pedracastell és el punt més alt, amb 309 metres, i des d'on es pot veure a bastament la zona costanera, i les serres del Parc Natural del Montnegre i el Corredor, així com el Massís del Montseny, Sant Pol de Mar, Sant Iscle de Vallalta i Sant Cebrià de Vallalta, i, si la visió és bona, fins i tot es pot apreciar també la muntanya de Montjuïc de Barcelona i el seu entorn.
Els cims més alts són el Pedracastell (309), el Turó d'en Noé (305 m) i el Turó d'en Roig (291 m).

### Hidrografia
Les rieres són l'emblema de la vila, ja que recorren molts torrents, rials i rieres per tot el terme. La riera Gavarra és la que té una conca més gran i longitud en tota la vila, ja que comença al torrent de les Teixoneres, Salt del Rossi, va baixant tota la vall fins a arribar als Quatre Cantons, on s'ajunta amb la riera Buscarons i crea la riera de Sant Domènec, que recull les aigües de les serres d'en Sala, Termes i d'en Puig i de les rieres, rials, torrents de les seves pròpies valls, i forma la platja de Canet a la desembocadura. Les rierades són sobtades i bastant violentes, ja que poden arribar a ser perilloses i fins i tot ocasionar inundacions i accidents.

### Clima
La serralada protegeix la vila dels vents forts i freds del nord. Les temperatures són suaus i no són molt contrastades al llarg de l'any, amb una mitjana d'entre 15 i 16 °C. A l'estiu es poden superar els 30 graus i a l'hivern davallen poc les temperatures a menys zero, essent estranyes les glaçades. Els xàfecs de finals d'estiu poden arribar a ser abundants. Es diu que el clima entre Sant Andreu de Llavaneres i Sant Pol de Mar és un microclima per la seva elevada humitat concentrada a les valls, formant maresmes, i creant una vegetació i clima idoni.

### Vegetació

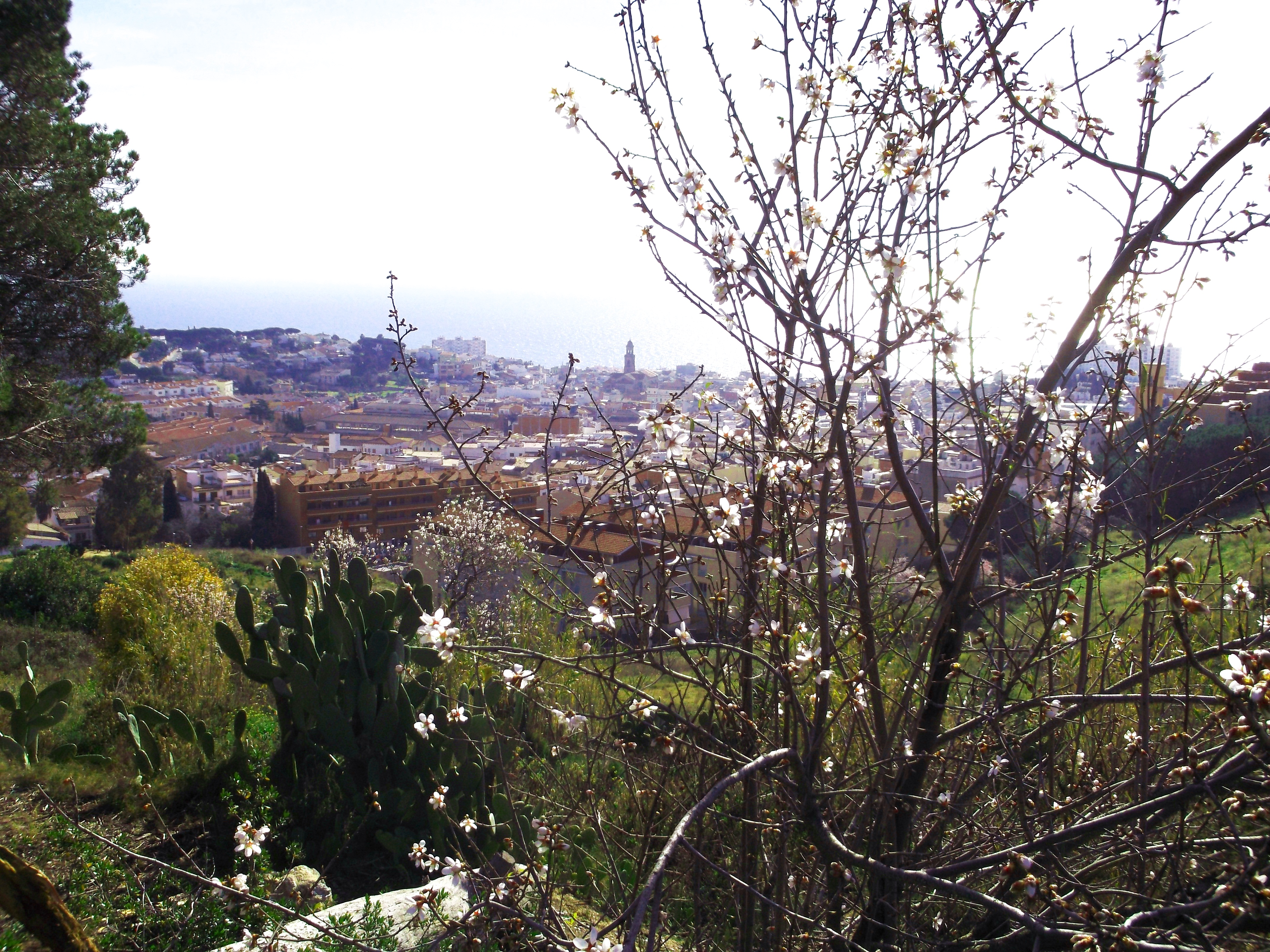
Canet des dels ametllers

Els boscos de Canet són frondosos, densos, amb molta vegetació, grans arbredes i sobretot amb molts camps de cultiu de tota classe. Abans, la major part d'història canetenca està relacionada amb l'agricultura a les valls i planes, es poden apreciar pel territori encara avui en dia, zones on trobem salvatgement; ametllers, vinyes, tarongers, maduixes (maduixots del Maresme), oliveres, cirerers, entre d'altres. A més dels miradors principals, n'hi ha alguns de creats per la natura, per roques o a les planes.
- Arbres principals: pi pinyer, alzina surera, roure, pinastre, arboç, lledoner, om, eucaliptus, plataner i garrofer, entre d'altres.
- Arbres fruiters: olivera, figuera, arboç, ametller, micaco (nesprer), llimoner, taronger, pruner, cirerer, avellaner i castanyer.
- Plantes i arbustos autòctons: romaní, conillets, roser silvestre, vinya, margalló, lliri, calçots, maduixots, geranis, alocs, ginesta, canya, esparreguera, fenoll, canya de bambú, esbarzer, heura, farigola, llorer, atzavara, bruc, àloe vera i Carex grioletti, entre d'altres.
- Plantes i flors de riera i platja: rave de mar, jull de platja, cascall marí, melgó litoral, melgó marí, cervina, borró, corretjola marina, equinòfora, roselles, panical marí, lleteresa marina, lleterola de platja, lleteresa terracina, gavó o ungla de gat, passacamins marí, barrella punxosa, silene nicenca, Carex grioletti i Vulpia membranacea entre d'altres.

### Platges
Canet és un municipi de la Costa del Maresme. El seu litoral està compost per un fons sorrenc degut per la descomposició de les roques granítiques que formen el subsòl canetenc; les platges són planes i amb una amplada mitjana de 50 m, principalment de sorra daurada i gruixuda, i disposen d'un fàcil accés a peu o en bicicleta. La qualitat de la platja és la franja de protecció de la vegetació litoral, on es troben plantes autòctones del litoral català i maresmenc. Estan senyalitzades amb balises de 200 metres, i hi ha un canal d'entrada i sortida per a les embarcacions.

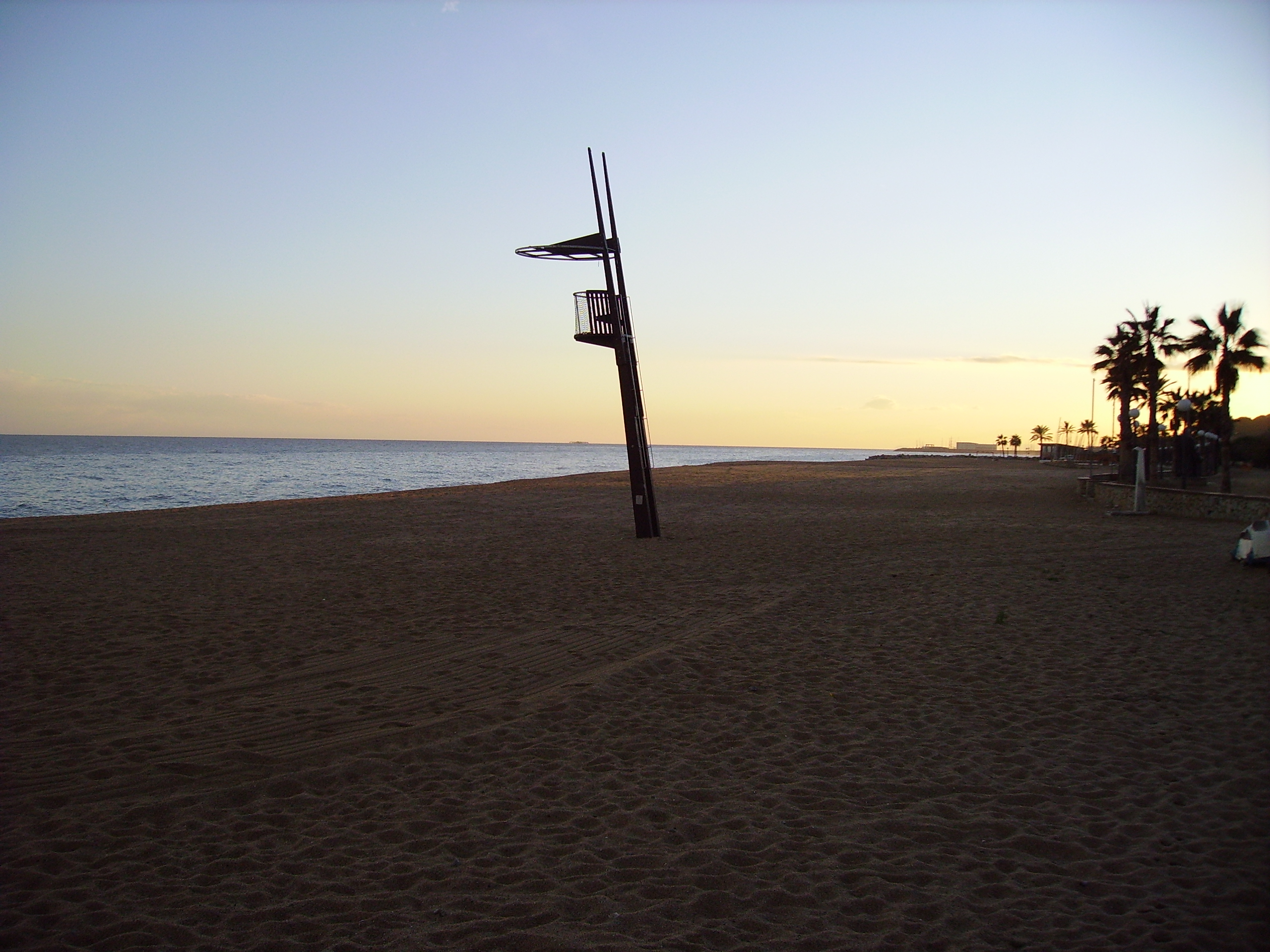
Platja de Canet
Està situada entre la platja del Cavaió i el terme municipal de Sant Pol de Mar. Fa 1.500 m de longitud, i és una platja urbana. Disposa de diversos establiments de menjar i beguda per tot el llarg del passeig marítim, i en els darrers anys ha rebut la qualificació de Bandera Blava que atorga la Unió Europea.
Platja del Cavaió
Està situada entre la platja de Canet i el terme municipal d'Arenys de Mar. Fa 600 m de longitud, i és una platja semiurbana. La seva composició és sorrenca, amb roques granítiques que baixen el subsòl de les rieres i rials. Hi ha un projecte per a fer un passeig marítim que enllaci amb Arenys de Mar, que remodelarà el litoral i que crearà diversos espigons per protegir la platja de les tempestes, però tot i que el projecte està adjudicat i fet, encara no s'ha executat cap obra.

### Senderisme

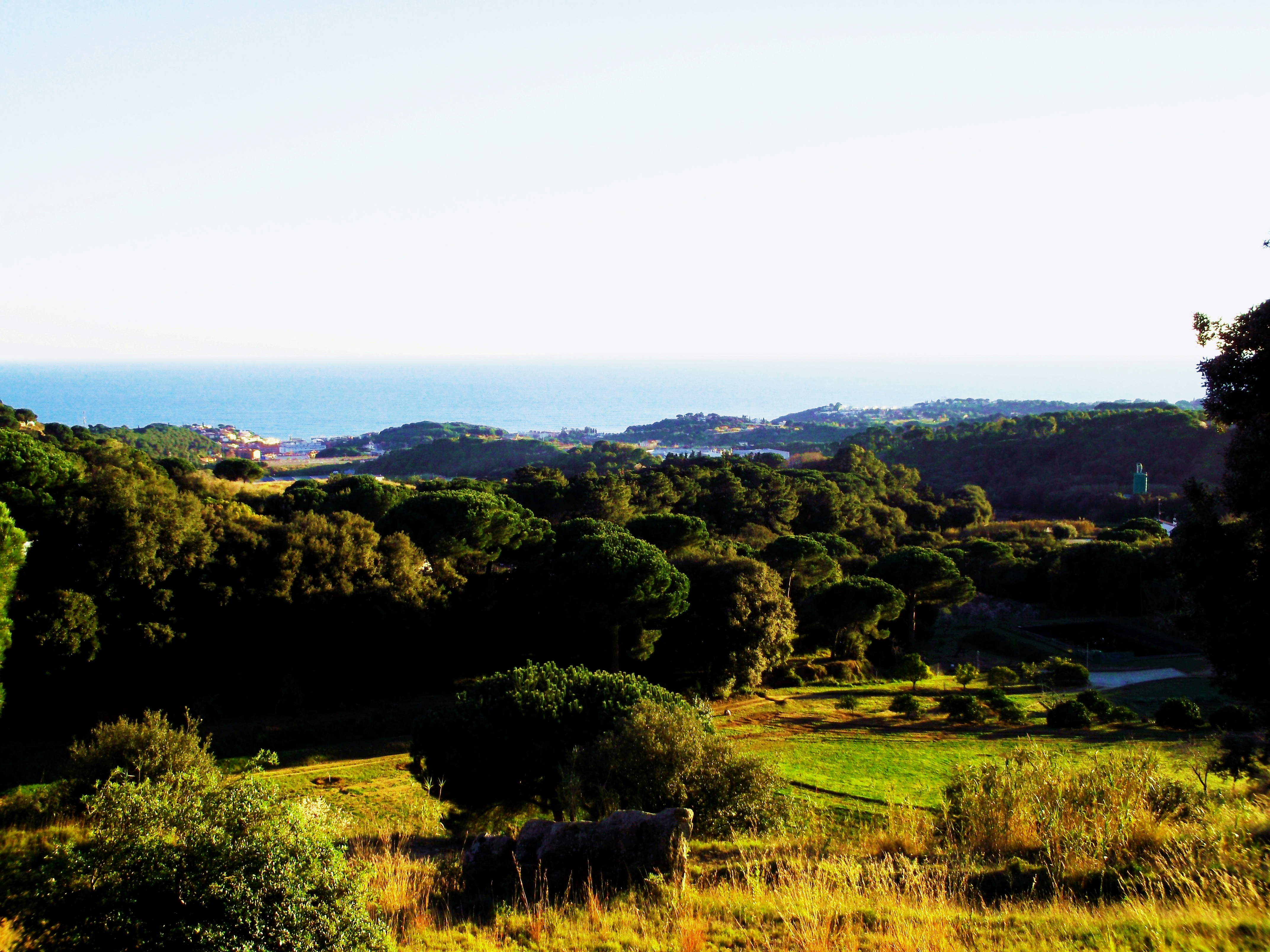
Canet des dels tarongers

Des de l'any 2006 hi ha tres rutes senyalitzades pels boscos de Canet, a més del sender de gran recorregut GR-5 que uneix el municipi amb Sitges.
Ruta verda
Camí dels Fondals. Santuari de la Misericòrdia – Riera - Castell de Santa Florentina - Rial de l'Aubó – Pedracastell - Camp d'aviació - Coll de sa Figuera - Esplanada de Can Roig del Castell - Cruïlla d'Arenys de Munt - Serra d'en Sala – Cirerers - Font de la Fontana - Rial de can Pouet - Polígon industrial.
Ruta blava
Camí de les dues carenes. Santuari de la Misericòrdia - Camí de can Manresa - Esplanada de Pedracastell - Venteveió - Creu de Pedracastell - Carena dels dos pins - Plaça Onze de Setembre
Ruta groga
Camí dels rials i els alocs. Polígon industrial - Riera d'en Misser - Rial de can Pouet - Font de la Fontana - Camí de la carena - Torrent de les Teixoneres - Rial de can Pouet.
Sender de gran recorregut GR-5
Canet de Mar – Sitges. Principals llocs de pas: Canet de Mar - Sant Iscle de Vallalta - Sant Martí de Montnegre - Sant Celoni – El Montseny – Aiguafreda – Sant Miquel del Fai – Sant Feliu de Codines – Sant Llorenç Savall – La Mata – l'Obac – Rellinars – Monistrol de Montserrat – Montserrat – Collbató – Gelida – Olesa de Bonesvalls – Sitges. Aquest camí recorre 214Km.

## Llocs d'interès

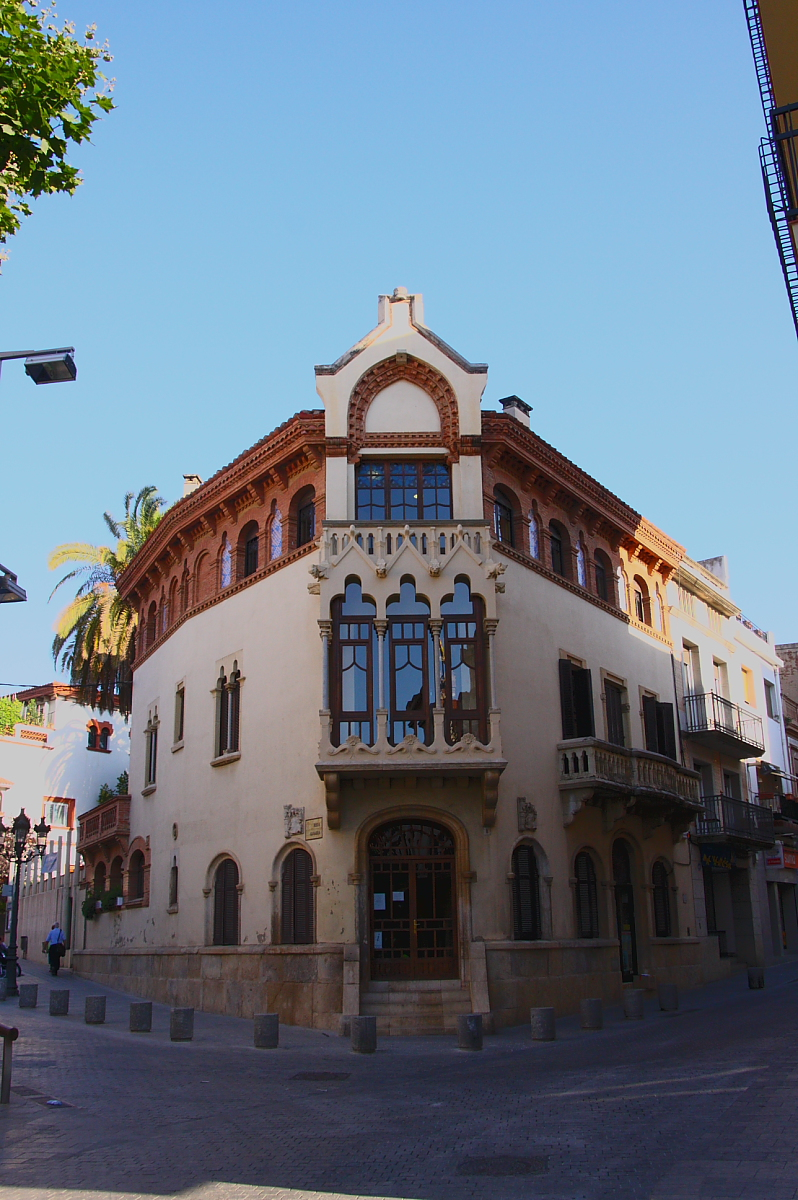
Casa Museu Lluís Domènech i Montaner

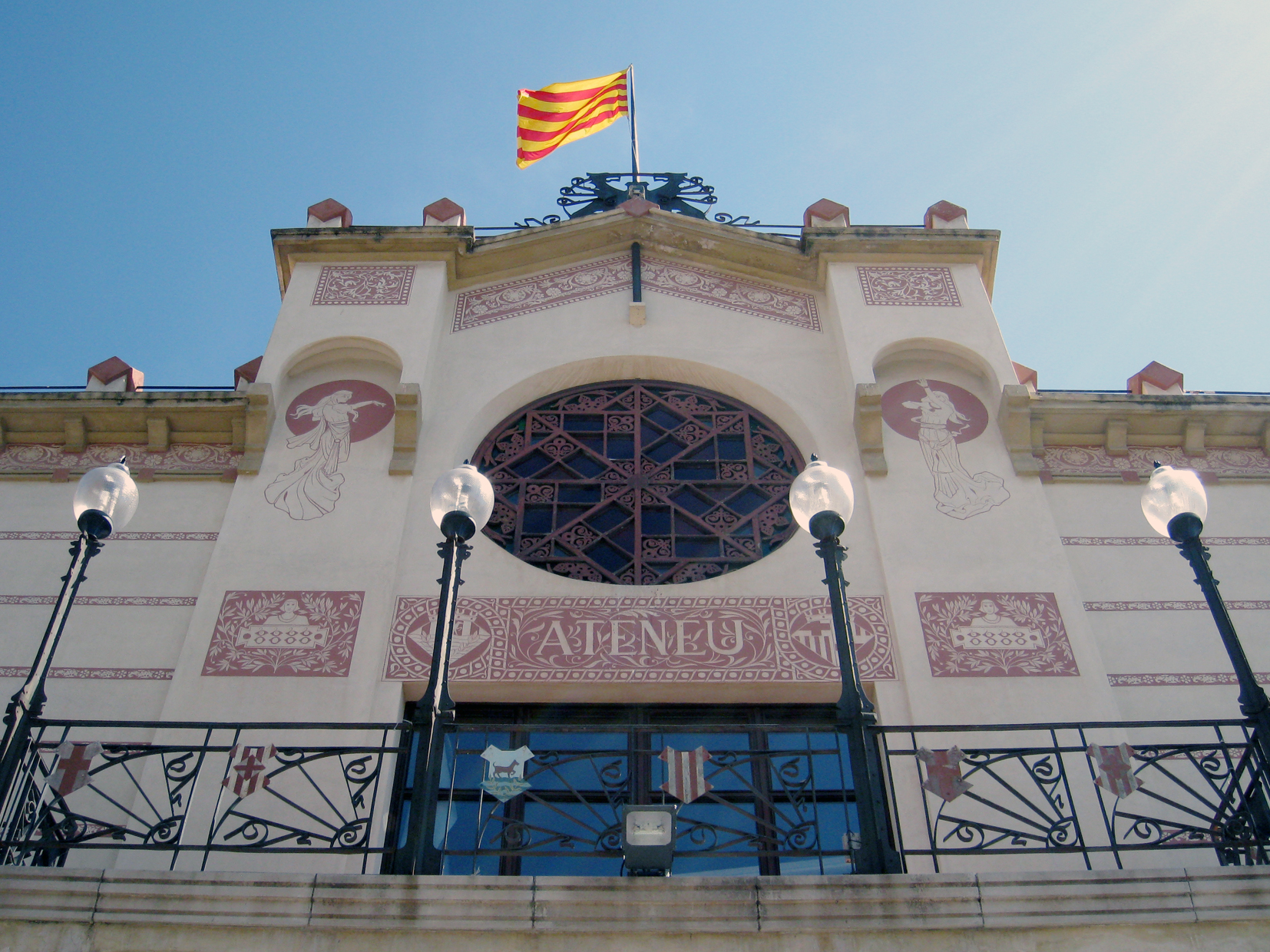
Ateneu Canetenc

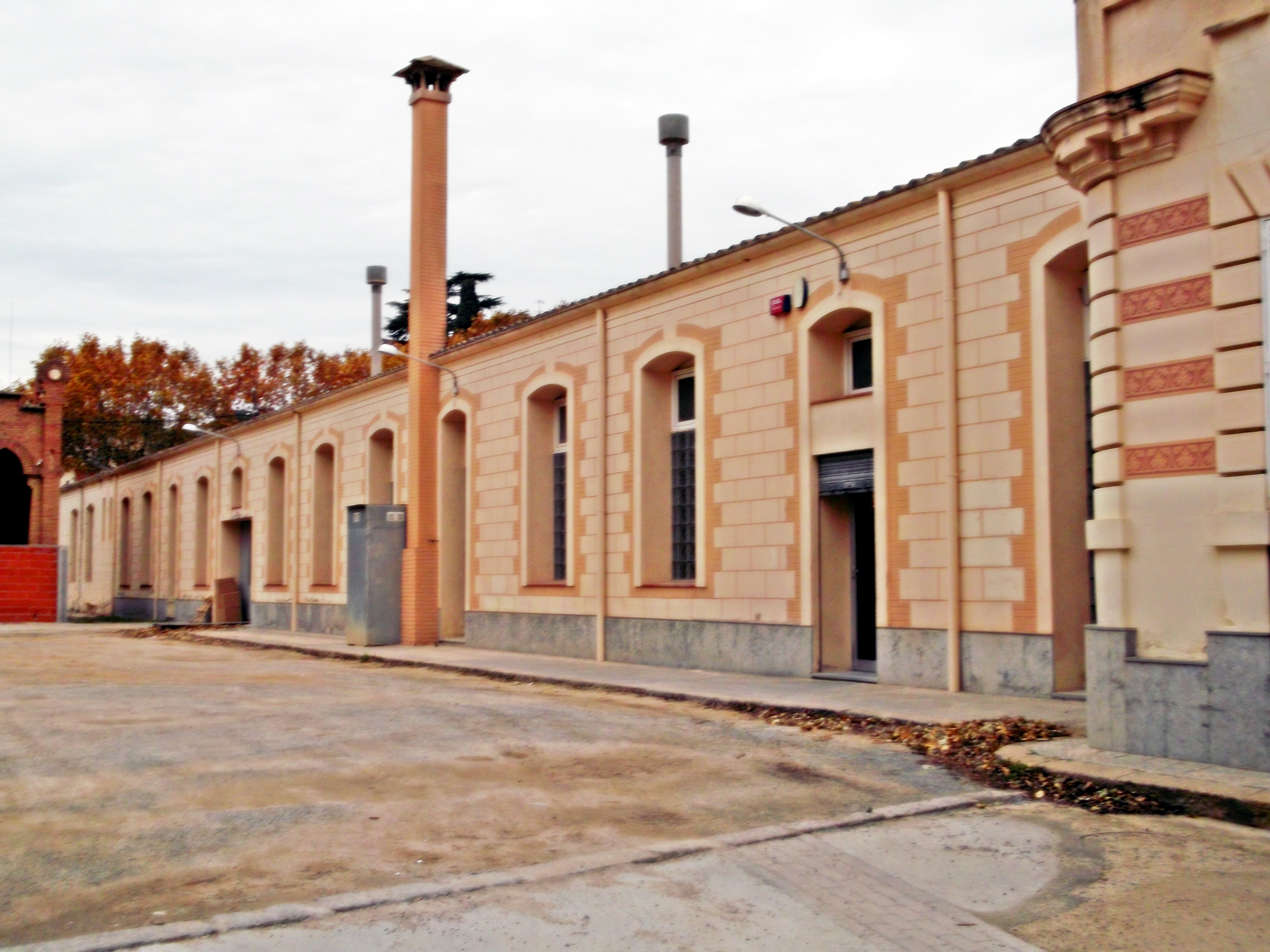
La Fàbrica Sussagna, Carbonell i Reverter.

S'hi poden trobar construccions modernistes de Josep Puig i Cadafalch, Lluís Planas i Calvet, Pere Domènech i Roura i Lluís Domènech i Montaner, entre d'altres. Edificis d'aquest període són la Casa Roura, la casa Domènech i Montaner, l'Ateneu Canetenc el Castell de Santa Florentina i alguns panteons del cementiri, com ara el de la família Montaner Malattó, el de la família Font Montaner i el del mateix Lluís Domènech i Montaner. De fet, és arran d'aquesta vinculació de Domènech amb Canet de Mar que escultors com Josep Llimona, Carles Flotats i Eusebi Arnau també han deixat obra seva al municipi.
El Castell de Santa Florentina, a més, és una de les localitzacions escollides per la sisena temporada de Joc de Trons.

### Casa Museu Lluís Domènech i Montaner
La Casa Museu és un espai dedicat a l'estudi de la figura i l'obra de l'arquitecte Lluís Domènech i Montaner; està integrada per la casa Domènech, projectada per l'arquitecte amb la col·laboració del seu fill Pere Domènech i el seu gendre, Francesc Guàrdia, i la masia de can Rocosa, del segle xvi, que pertanyia a la família de Maria Roura, dona de l'arquitecte, i que Domènech i Montaner convertí en el seu taller-estudi.
Forma part de la xarxa de Museus Locals de la Diputació de Barcelona, i s'inaugurà l'any 1998; el setembre de 2011, després d'un període de reformes, estrenà un nou model museogràfic que donava cabuda a les noves tecnologies. A partir d'aquell moment compta també amb un espai expositiu permanent dedicat al fotògraf canetenc Eugeni Forcano, qui cedí la seva obra a la Casa museu i l'Arxiu Municipal, per a deu anys en règim de comodat.

### Santuari de la Misericòrdia
El Santuari està situat en una ampla esplanada ombrejada de pins que domina la vila de Canet de Mar. La devoció a la Verge de la Misericòrdia està documentada des del 1520.
Per aquells temps es va portar des de Trieste (Itàlia) una imatge mariana que va presidir l'església nova que es va bastir a la vila l'any 1591. Un segle més tard, l'any 1703, la Misericòrdia va ésser anomenada la patrona de la vila. Posteriorment, entre el 1853 i el 1857, es va construir el santuari actual, un edifici d'estil neogòtic obra de l'arquitecte Francesc Daniel Molina. La façana principal té un magnífic arc gòtic que emmarca l'entrada, coronada per una gran rosassa. En el mateix parc de la Misericòrdia, just al costat del santuari, hi ha l'edifici homònim projectat per l'arquitecte Josep Puig i Cadafalch l'any 1914. Aquest edifici és una mostra més del ric patrimoni arquitectònic modernista del qual disposa Canet de Mar.

### L'església parroquial
L'actual església parroquial de Sant Pere de Canet (s'inicià en esdevenir independent com a parròquia) fou bastida el 1579-1591 en el característic estil gòtic tardà, tan abundant a la comarca, dirigida pel mestre d'obres Onofre Enric. Fou consagrada el 6 de març del 1591 i cent anys després se li afegí la capella del Santíssim, el campanar i el creuer. Aquest campanar, de tres pisos, iniciat el 1703, és conegut per l'alçada i singularitat com la Pubilla de la Costa (el rellotge és del 1880).

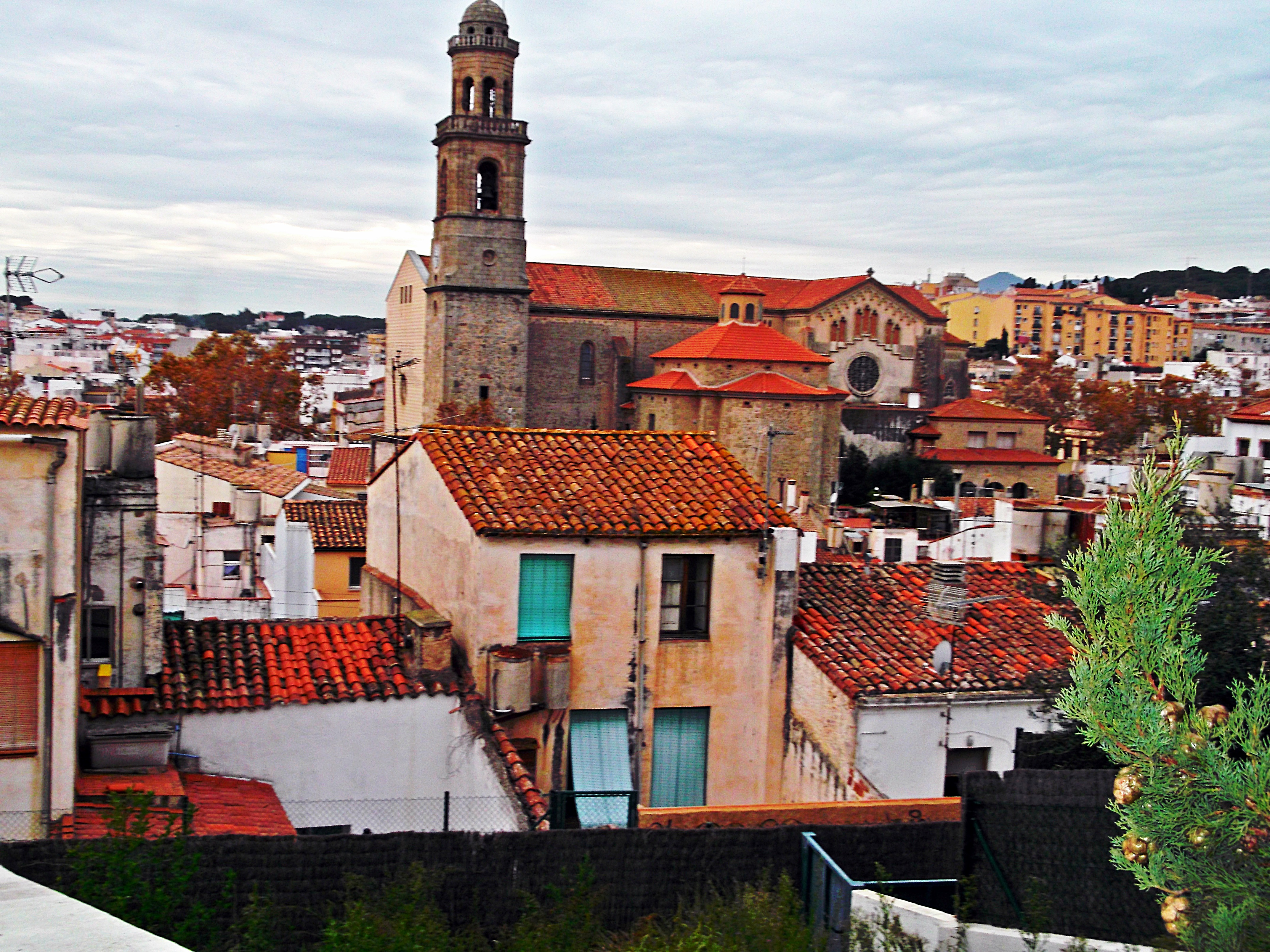
L'Església de Sant Pere i Sant Pau

### Obres de Lluís Domènech i Montaner
- Ateneu Canetenc
- Castell de Santa Florentina (restauració i ampliació)
- Casa Roura (Ca la Bianga)
- Panteó de la família Capmany-Montaner, avui dia de la família de Lluís Domènech i Montaner.
- Panteó de la família Font Montaner.

Obra desapareguda
- Fàbrica Jover.
- Creu de Pedracastell.
- Creu de terme de Santa Florentina.

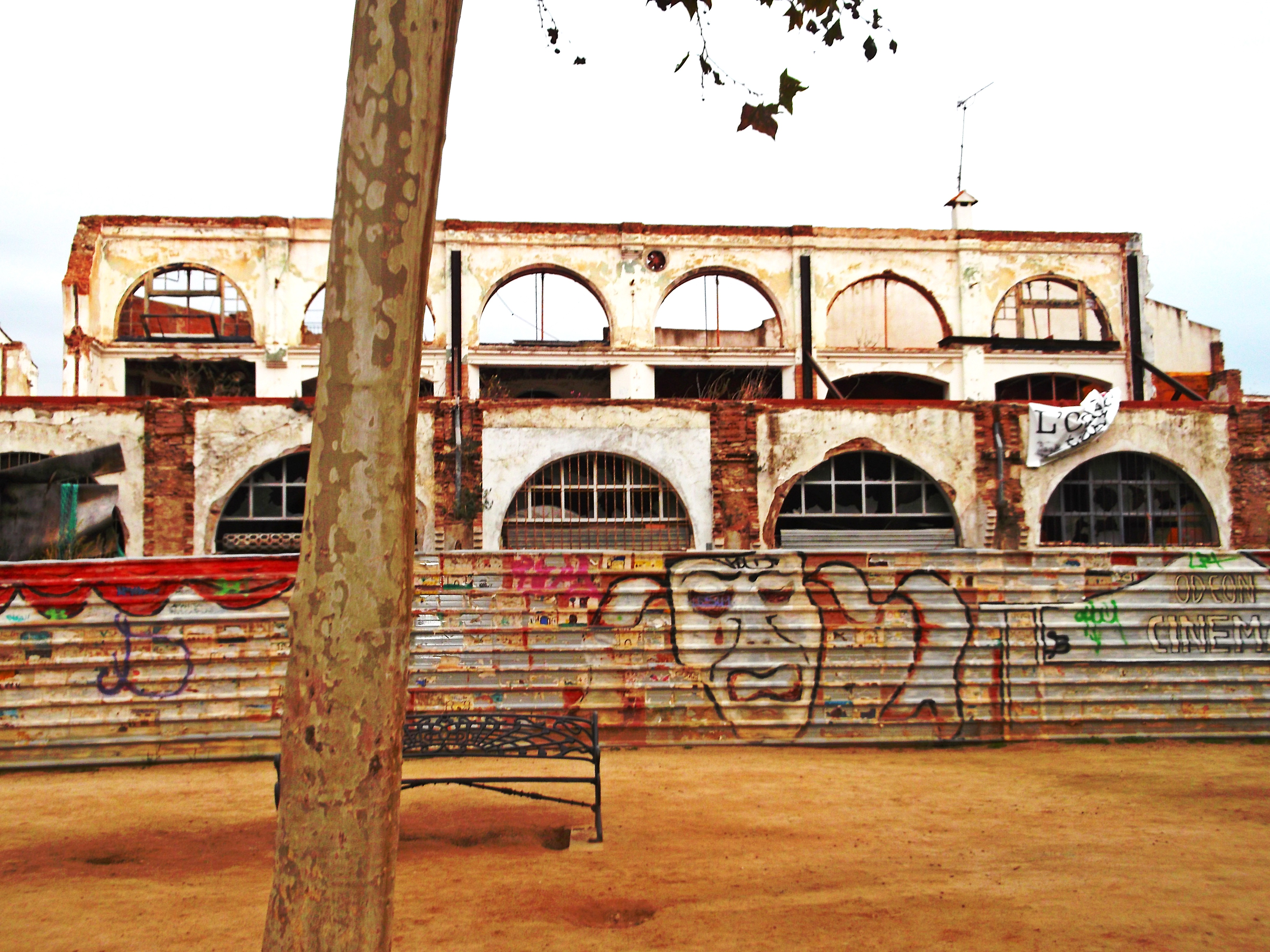
L'Odèon.

### Altres espais singulars
- Parc Can Salat-Busquets/Pla de les Fonts i del Drach.
- Parc de la Misericòrdia i entorn del Santuari[21]
- Passeig de la Misericòrdia[22]
- Passeig Marítim.
- Parc de Vil·la Flora[23]
- Església de l'Hospital, capella barroca que formava part de l'Hospital del segle XVI[24]
- Escales del Sant Crist[25]
- Plaça Universitat[26]
- Plaça Gabriel Macià o Plaça de l'Església, on hi havia la torre de Can Macià, enderrocada el 1929[27][28]
- Odèon, avui dia abandonat i reivindicat com espai cultural[29]

## Festes i actes culturals
Gener
- Arribada dels Reis Mags
- Festa dels Tres Tombs

Febrer
- Carnestoltes

Abril
- Diada de Sant Jordi.
- Mostra d'Entitats

Maig

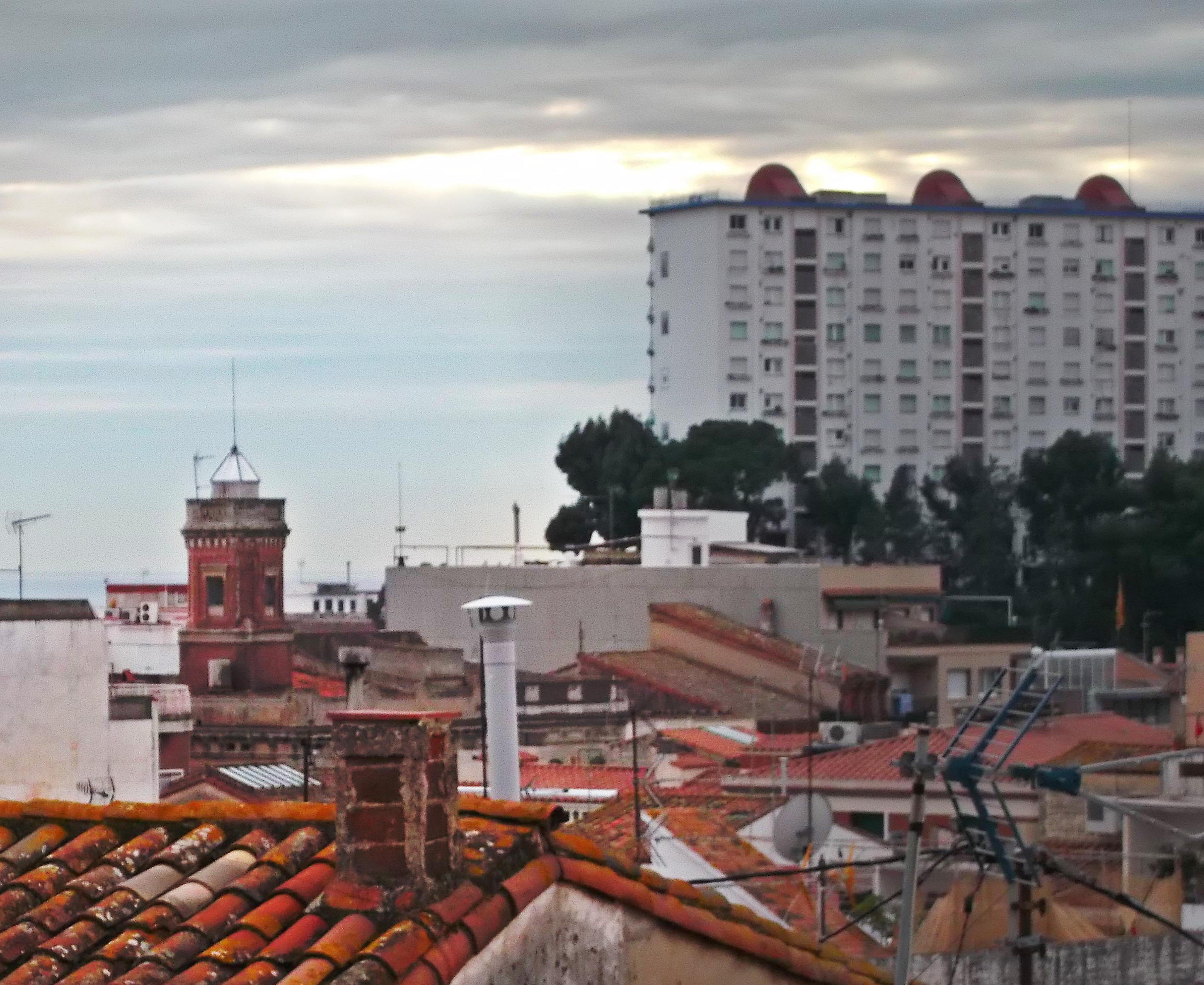
La Rodalera i aires Modernistes.

- Diada de la Creu de Pedrascastell i l'Aplec.(1 de maig)[30][31]

Juny
- Re-percussió per l'Odèon[32]
- Festa Major de Sant Pere (29 de juny)
- La Nit Màgica, que té lloc durant la Festa Major, i que és una trobada internacional d'arts escèniques al carrer[33][34]
- Passejada Nocturna per la Història
- Cantada d'havaneres

Setembre
- Festa Major petita i de la Mare de Déu de la Misericòrdia
- Diada Nacional de Catalunya
- Fira del Mercat Modernista (setembre)[35]

Desembre
- Fira de Santa Llúcia
- Festes de Nadal

Tot l'any
- Festival de Música Clàssica al Castell de Santa Florentina (juliol-agost)[36]
- Fires d'Artesania
- Fires d'Intercanvi, venda de segona mà
- Fires d'Intercanvi de plaques de cava
- Mercat setmanal: el dimecres

## Política i govern

### Composició de la Corporació Municipal
El Ple de l'Ajuntament està format per 17 regidors. En les eleccions municipals de 2019 la candidatura d'Esquerra Republicana de Catalunya-Acord Municipal (ERC-AM) obtingué 5 regidors, Canetencs Independents (Canetencs) n'obtingué 4, el Partit dels Socialistes de Catalunya-Candidatura de Progrés (PSC-CP) 3, Som Canet-En Comú Guanyem 1, Junts per Canet (Junts) 1, Primàries Canet de Mar-Primàries Catalunya (Primàries) 1, Candidatura d'Unitat Popular-Alternativa Municipalista (CUP-Amunt) 1 i Canet i Tu-Independents de Catalunya (CANIT-IDC) 1.

### Eleccions municipals
| Eleccions municipals de 26 de maig de 2019 - Canet de Mar |                                                             |                                     |                                     |         |           |          |
| Candidatura | Candidatura                                                 | Candidatura                         | Cap de llista                       | Vots    | Vots      | Regidors |
| | Esquerra Republicana de Catalunya-Acord Municipal           |                                     | Blanca Arbell i Brugarola           | 1.555   | 21,94 %   | 5 ()     |
| | Canetencs Independents                                      |                                     | Pere Xirau i Esparrech              | 1.384   | 19,52 %   | 4 (+1)   |
| | Partit dels Socialistes de Catalunya-Candidatura de Progrés |                                     | Marian Gómez i Téllez               | 867     | 12,23 %   | 3 (+2)   |
| | Som Canet-En Comú Guanyem                                   |                                     | Raquel Serra i Lerga                | 521     | 7,35 %    | 1 ()     |
| | Junts per Canet                                             |                                     | Laureà Gregori i Fraxedas           | 462     | 6,52 %    | 1 (-3)   |
| | Primàries Canet de Mar-Primàries Catalunya                  |                                     | Jordi Castella i Andrés             | 455     | 6,42 %    | 1 (+1)   |
| | Candidatura d'Unitat Popular-Alternativa Municipalista      |                                     | Marc Jiménez i Torres               | 453     | 6,39 %    | 1 ()     |
| | Canet i Tu-Independents de Catalunya                        |                                     | Gemma Bosch i Alsina                | 434     | 6,12 %    | 1 (+1)   |
| | Altres candidatures                                         |                                     |                                     | 837     | 11,81 %   | 0 ( -2)  |
| | Vots en blanc                                               |                                     |                                     | 121     | 1,71 %    |          |
| Total vots vàlids i regidors | Total vots vàlids i regidors                                | Total vots vàlids i regidors        | Total vots vàlids i regidors        | 7.089   | 100 %     | 17       |
| | Vots nuls                                                   | Vots nuls                           | Vots nuls                           | 62      | 0,87 %    |          |
| Participació (vots vàlids més nuls) | Participació (vots vàlids més nuls)                         | Participació (vots vàlids més nuls) | Participació (vots vàlids més nuls) | 7.151   | 64,38 %** |          |
| Abstenció | Abstenció                                                   | Abstenció                           | Abstenció                           | 3.957*  | 35,62 %** |          |
| Total cens electoral | Total cens electoral                                        | Total cens electoral                | Total cens electoral                | 11.108* | 100 %**   |          |
| Batllessa: Blanca Arbell i Brugarola (ERC) (13/06/2015) Per majoria absoluta dels vots dels regidors (11 vots: 5 d'ERC, 4 de Canetencs, 1 de SC-ECG i 1 de Junts)    |                                                             |                                     |                                     |         |           |          |
| Fonts: Ministeri de l'Interior. Junta Electoral de la Zona d'Arenys de Mar. Periòdic Ara. (* No són vots sinó electors. ** Percentatge respecte del cens electoral.) |                                                             |                                     |                                     |         |           |          |

### Alcaldes de Canet de Mar
| Període         | Alcalde o alcaldessa                                           | Partit polític         | Data de possessió                | Observacions                         |
| --------------- | -------------------------------------------------------------- | ---------------------- | -------------------------------- | ------------------------------------ |
| 1979–1983       | Antoni Cruanyes i Becana                                       | Logotip de CiU         | 19/04/1979                       | --                                   |
| 1983–1987       | Antoni Cruanyes i Becana                                       | Logotip de CiU         | 28/05/1983                       | --                                   |
| 1987–1991       | Josep Rovira i Fors                                            | C.2000                 | 30/06/1987                       | --                                   |
| 1991–1995       | Josep Rovira i Fors                                            | C.2000                 | 15/06/1991                       | --                                   |
| 1995–1999       | Josep Rovira i Fors                                            | Logotip de CiU         | 17/06/1995                       | --                                   |
| 1999–2003       | Francesc Garcia i Pujadas Ibis Puig i Valls Joaquim Mas i Rius | PIC                    | 03/07/1999 06/03/2001 18/04/2002 | Dimissió/renúncia Pacte de govern -- |
| 2003–2007       | Joaquim Mas i Rius                                             | Logotip del PSC        | 14/06/2003                       | --                                   |
| 2007–2011       | Joaquim Mas i Rius                                             | Logotip del PSC        | 16/06/2007                       | --                                   |
| 2011–2015       | Jesús Marín i Hernández                                        | Logotip de CiU         | 11/06/2011                       | --                                   |
| 2015–2019       | Blanca Arbell i Brugarola                                      | Logotip d'ERC          | 13/06/2015                       | --                                   |
| 2019-2023       | Blanca Arbell i Brugarola                                      | Logotip d'ERC          | 15/06/2019                       | --                                   |
| Des de 2023     | Pere Xirau Espàrrech                                           | Canetencs Independents | 17/06/2023                       | --                                   |
| Fonts: Municat. |                                                                |                        |                                  |                                      |

### Independència de Catalunya
El 13 de desembre del 2009 es va celebrar un referèndum municipal a la vila, i a 150 municipis de tota Catalunya. El 27 de setembre de 2012 Canet es va declarar territori català lliure i sobirà, el municipi número 61 de Catalunya que es va manifestar.

## Serveis
Canet de Mar gaudeix de serveis culturals, educatius, socials, esportius i recreatius:

### Culturals
La Biblioteca Pare Gual i Pujadas (a l'edifici de l'Ateneu Canetenc), la Sala Cultural Ramón de Capmany i el centre cívic i cultural Vil·la Flora, així com la Casa Museu Lluís Domènech i Montaner.

### Educatius
Canet compta amb tres llars d'infants, quatre escoles, dos instituts, una escola de música, l'Escola Universitària d'Enginyeria Tècnica en Teixits de Punt (EUETTP) (fins a l'any 2006) i el Centre de Recerca i Transferència de Tecnologia Tèxtil, entre d'altres.

### Sanitaris i socials
Canet compta amb un centre de la Creu Roja, un Centre d'Atenció Primària, diverses residències per a la tercera edat i la Fundació Els Garrofers, centre per a persones amb discapacitats

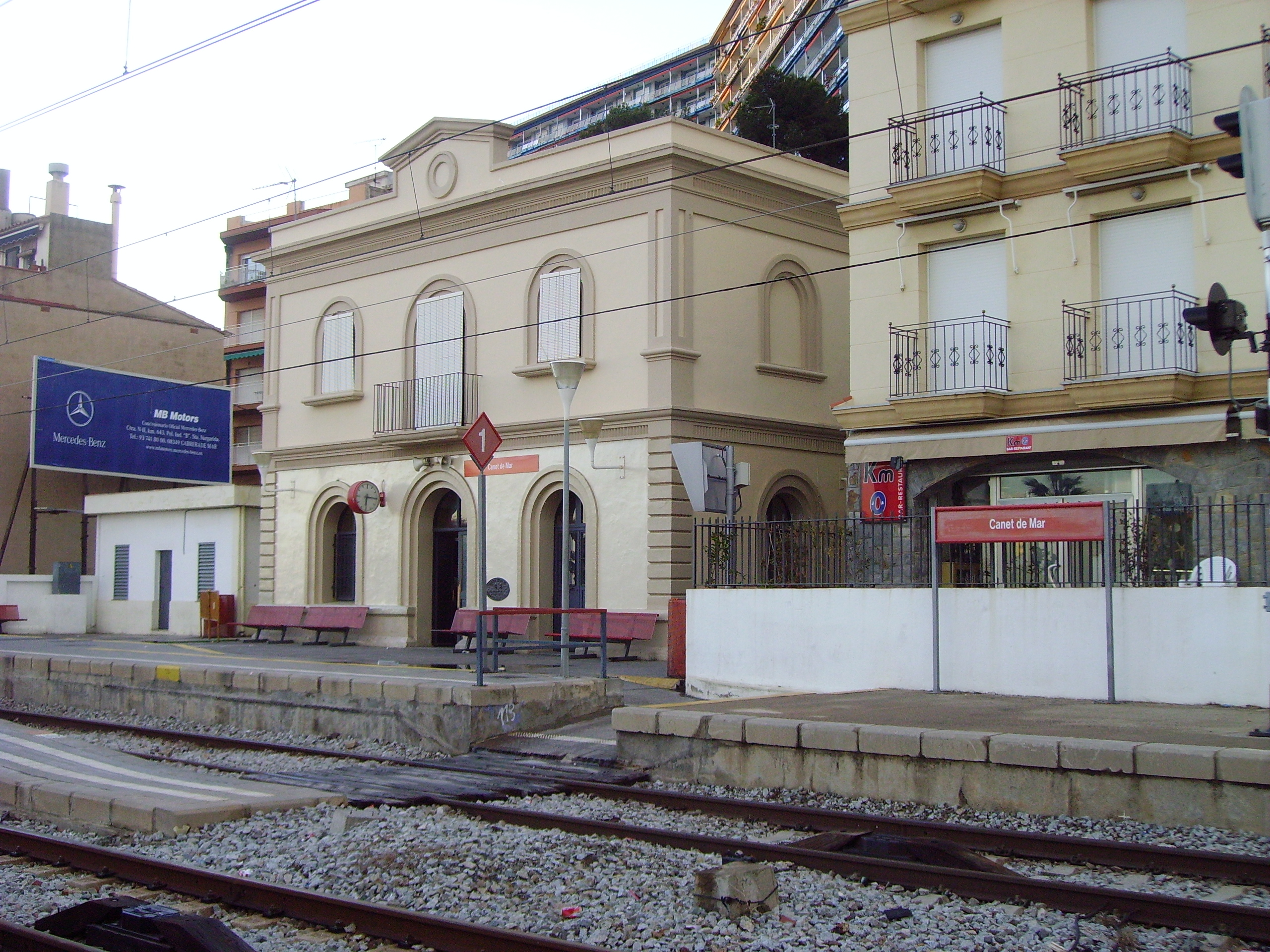
Estació de Canet de Mar

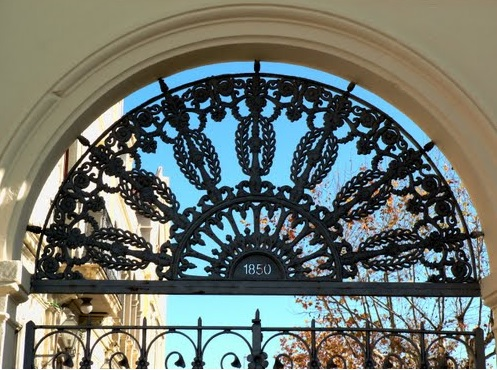
Escoles Públiques

### Esportius
Les instal·lacions municipals esportives són: pista d'atletisme, camp de futbol (amb gespa), piscina, skatepark, complex esportiu, pavelló d'esports, pista d'hoquei i pista de mini-bàsquet; també hi ha d'altres instal·lacions, com el circuit de salut, clubs nàutics i el Club de Tennis Canet.

### Transports
Tren
L'estació de tren pertany a la línia Barcelona - Mataró - Maçanet Massanes (R1) de Rodalies.
Bus
Línia d'autobusos Sant Cebrià de Vallalta - Canet de Mar - Sant Pol de Mar - Calella, ambdós sentits, de l'empresa Sagalés.
Carretera
Per l'autopista C-32, de Montgat a Palafolls, i per la carretera N II a la costa, de Barcelona a la Jonquera.

### Mitjans de comunicació
- Emissora Ràdio Canet, al 107.6 FM[50]
- Revista Àmbit, de l'editorial Els 2 Pins

## Canetencs il·lustres
Categoria principal: Canetencs

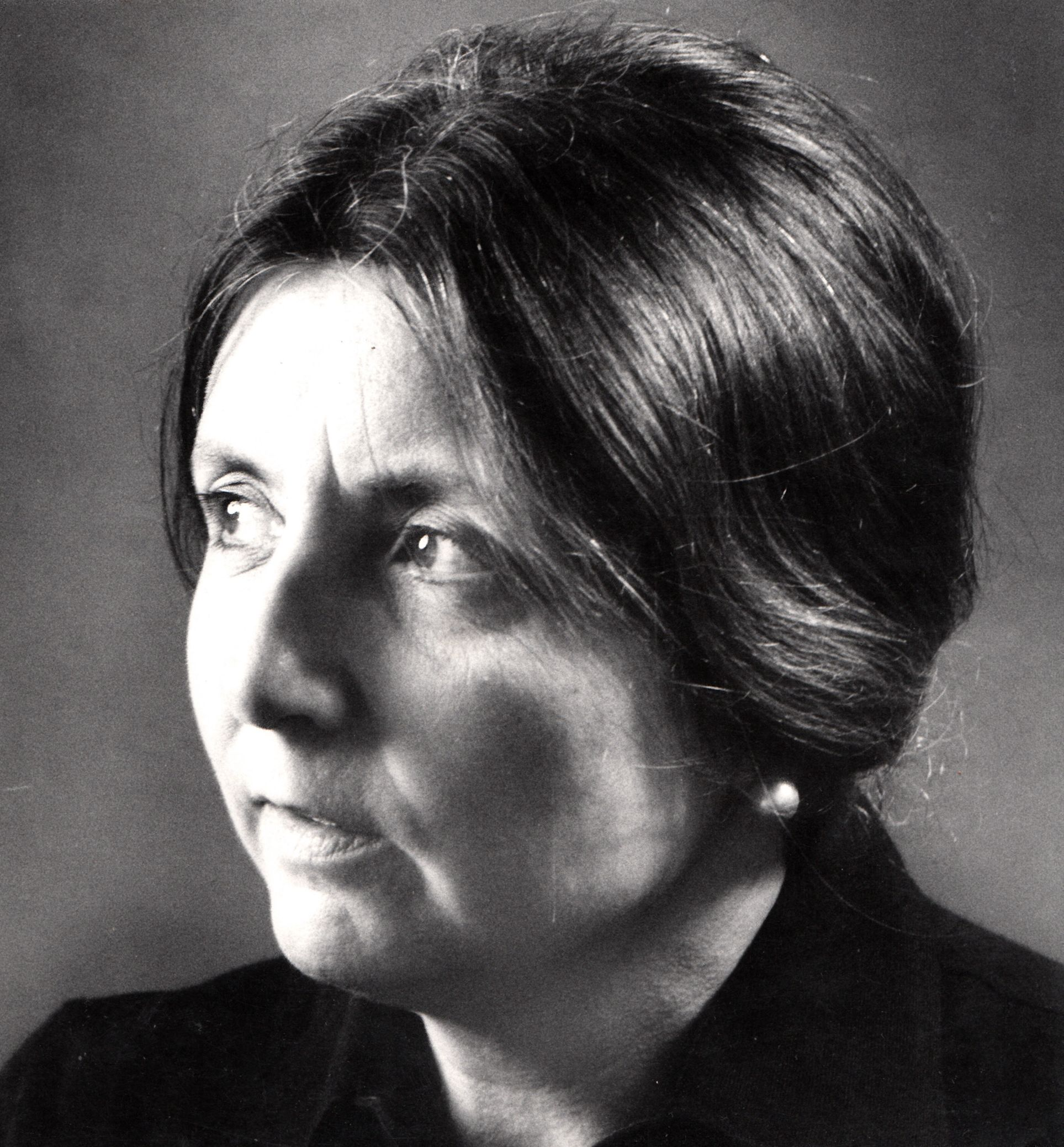
La pintora i gravadora Concha Ibáñez

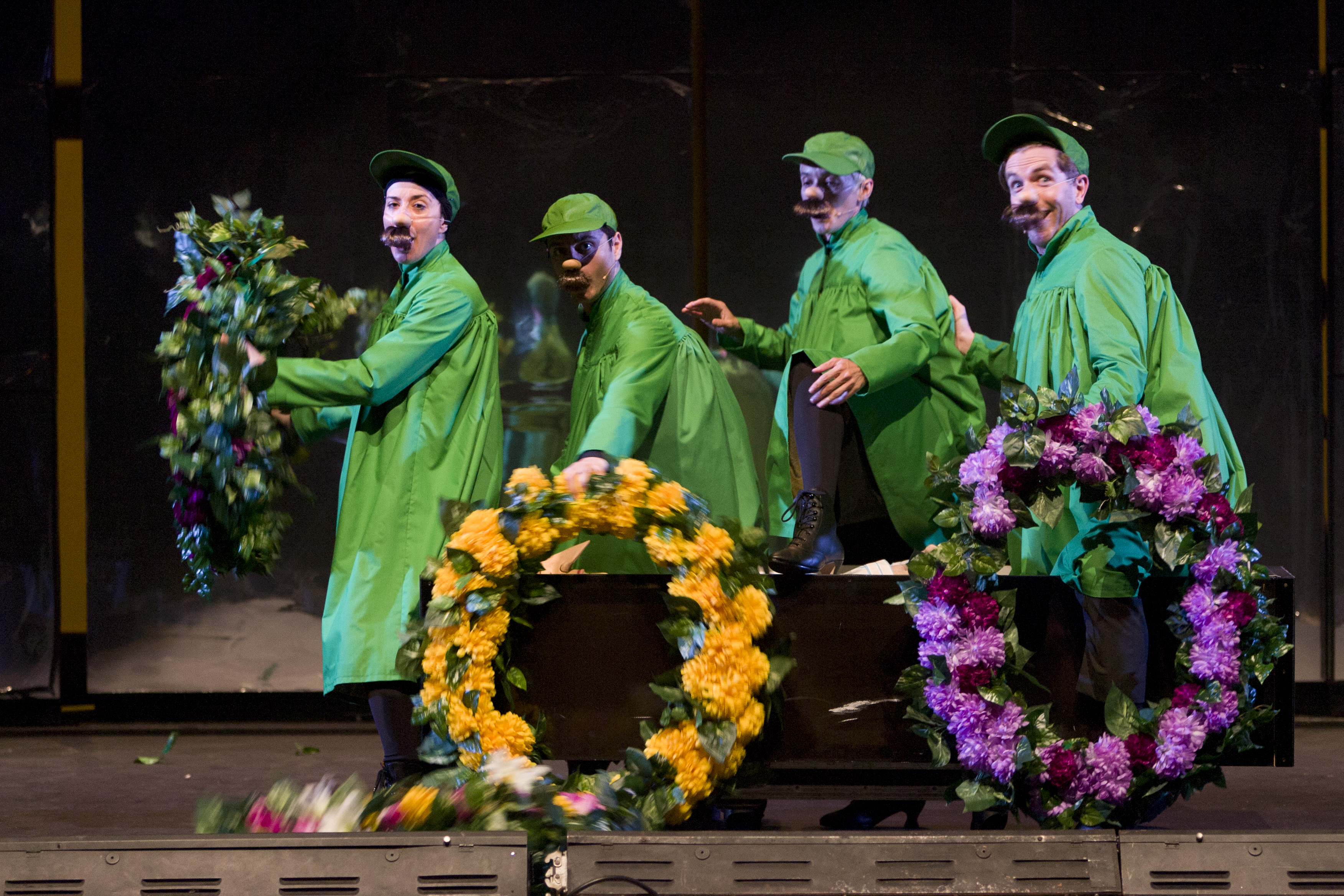
La companyia teatral Comediants

- Tomàs Milans i Godayol, (1672-1742), músic i mestre de capella
- Llorenç Ferrer i Clausell (1768-?), organista de l'església parroquial de Sant Pere i Sant Pau[51]
- Bonaventura Bruguera i Codina (1795-1876), compositor i mestre de capella
- Ramon Clausell i Llauger (1807 - 1869), prevere, mestre de capella i organista
- Joan Badaró (1815 - 1892), sacerdot franciscà, botànic i músic
- Jaume Arús i Font, (1840-1899), notari
- Ricard de Capmany i Roura (1873 - 1947), pintor i decorador modernista
- Ramon de Capmany i de Montaner (1899-1992), pintor i gravador
- Concha Ibáñez (n. 1926), pintora i gravadora
- Eugeni Forcano i Andreu (1926 - 2018), fotògraf
- Rudy Ventura (1926-2009), trompetista
- Jaume Dulsat i Arañó (1928-1983), instrumentista de tenora i compositor sardanista
- Josep Maria Mainat (n. 1946), cantant i productor
- Xavier Dotras (n. 1965), pianista i compositor de jazz
- Antoni Cruanyes i Plana (n. 1974), periodista
- Pere Riera (n. 1974), dramaturg i director teatral
- Roser (n. 1979), cantant
- Jordi Amat i Maas (n. 1992), jugador del RCD Espanyol
- Rosa Maria Garriga i Llorente, antropòloga i sociòloga
- Comediants, companyia de teatre
- La Trinca, grup musical i productora
- Filippo Landini, grup musical

Moltes altres persones, tot i no haver nascut a Canet de Mar, hi han viscut o han exercit una tasca important en el municipi:
- Lluís Domènech i Montaner (Barcelona, 1850 - 1923), arquitecte modernista
- Eliseu Meifrèn i Roig (Barcelona, 1858 - 1940), pintor modernista
- Carles Flotats i Galtés (Barcelona, 1880 - Canet de Mar, 1949), escultor i imatger
- Pere Domènech i Roura (Barcelona, 1881 - Lleida, 1962), arquitecte
- Toni Cruz (Girona, 1946), actor, cantant i productor
- Lluís Homar (Barcelona, 1957), actor i director teatral
- Xavier Sardà (Barcelona, 1958), presentador
- María Teresa Pulido Fernández (Maó, 1974), atleta